# 잔토로 사티발디예프
잔토로 졸도셰비치 사티발디예프(키르기스어: Жантөрө Жолдошевич Сатыбалдиев, 1956년 1월 6일 ~ )는 키르기스스탄의 정치인이다. 2012년 12월 5일부터 2014년 3월 25일까지 키르기스스탄의 총리를 역임하였다.